# Hirasea insignis
Hirasea insignis је пуж из реда Stylommatophora.

## Угроженост
Ова врста се сматра угроженом.

## Распрострањење
Ареал врсте је ограничен на једну државу. 
Јапан је једино познато природно станиште врсте.